# 王天爵
王天爵（1516年—1600年），字子修，直隸蘇州府吳縣民籍，徽州府歙縣人，明朝政治人物。

## 生平
嘉靖二十五年（1546年）丙午科應天鄉試第一百十五名舉人，三十八年（1559年）中式己未科會試第一百四十七名，三甲第四十名進士。選授監察御史，隆慶五年（1571年）升衛輝府知府，萬曆元年（1573年）九月升廣西副使、分巡桂林道，三年（1575年）十月調任貴州副使，升廣西右參政，八年（1580年）十二月調任江西右參政，十一年（1583年）正月升雲南按察使，十二年（1584年）六月令冠帶閑住。

## 家族
曾祖王企孫；祖父王鶴；父王廷政，母閔氏；繼母韓氏。具慶下。